# 黑顶麻雀
黑顶麻雀（学名：Passer ammodendri）为雀科麻雀属的鸟类。分布于蒙古、中亚以及中国大陆的内蒙古、宁夏、甘肃、新疆等地，多栖息于海拔850-1100m 的荒漠红柳及胡杨树间以及也见于沼泽地。该物种的模式产地在锡尔河。

## 亚种
- 黑顶麻雀北疆亚种（学名：Passer ammodendri nigricans）。分布于俄罗斯以及中国大陆的新疆等地。该物种的模式产地在新疆伊犁。[2]
- 黑顶麻雀新疆亚种（学名：Passer ammodendri stoliczkae）。在中国大陆，分布于新疆、甘肃、内蒙古、宁夏等地。该物种的模式产地在新疆莎车。[3]